# Tránsito Amaguaña
Rosa Elena Tránsito Amaguaña Alba (Pesillo, 10 settembre 1909 – Pesillo, 10 maggio 2009) è stata un'attivista ecuadoriana, leader indigenista e figura di spicco del femminismo del suo paese sin dagli inizi del XX secolo.
Fondatrice della Federación Ecuatoriana de Indios (FEI), nel 2003 il presidente Lucio Gutiérrez le assegnò il prestigioso Premio Eugenio Espejo per il suo contributo alla causa indigena.

## Biografia
Rosa Elena Amaguaña Alba nacque in una famiglia di umili braccianti di una hacienda presso il vulcano Cayambe. La famiglia di Tránsito Amaguaña lavorava senza paga per un proprietario terriero in cambio della concessione di un huasipungo, un piccolo pezzo di terra per il sostentamento della famiglia.
Si sposò giovanissima a quindici anni e rimase incinta subito dopo. A causa degli abusi e dei continui maltrattamenti si separò dal marito.
Nel 1926 si iscrive al Partido Socialista Ecuatoriano (PSE) (che nel 1928 diventa Partido Comunista del Ecuador, PCE) con il nome di Tránsito Amaguaña, che conserverà per il resto della sua vita. Nel 1931 partecipa agli scioperi organizzati dal Partito comunista e dai sindacati nelle haciendas della regione. La partecipazione allo sciopero di Olmedo, violentemente represso dall'esercito, la obbligò a rifugiarsi per quindici mesi a Yanawaico, dove incontra Dolores Cacuango. Nel 1944 fonda insieme al dirigente comunista Jesús Gualavisí, Nela Martinez e molti altri, la Federación Ecuatoriana de Indios (FEI), di cui Dolores Cacuango sarà segretario generale.
Con la FEI, Tránsito Amaguaña lotta per ottenere l'insegnamento del kichwa, dialetto ecuadoriano appartenente alla famiglia delle lingue quechua, nelle scuole pubbliche. Dal 1946, grazie al volontariato di alcuni insegnanti legati alla FEI, vengono formate delle classi bilingue nella regione di Cayambe.
Grazie al Partito comunista ecuadoriano ha la possibilità di viaggiare nei paesi del blocco socialista per rappresentare la causa dei contadini ecuadoriani. Nel 1961, di ritorno da un viaggio nell'Unione Sovietica, viene arrestata con l'accusa di traffico d'armi e incarcerata per quattro mesi.
Tránsito Amaguaña lotta inoltre per l'abolizione del sistema degli huasipungo, che costringeva i contadini indigeni a lavorare le terre dei latifondisti senza alcuna remunerazione. Nel 1964 inizia un processo che durerà fino agli anni Ottanta e che consentirà ai contadini indigeni di diventare proprietari delle terre che coltivano.

### Riconoscimenti e morte
Nel 1988, il governo ecuadoriano, le concesse una pensione che le permise di ritirarsi nella natia Pesillo. Nel 2003 le viene assegnato il prestigioso premio Eugenio Espejo e una pensione vitalizio. Tránsito Amaguaña morì nel 2009 nella stessa comunità in cui nacque. Al suo funerale furono presenti il presidente dell'Ecuador Rafael Correa, il vicepresidente Lenín Moreno.
Il 9 agosto 2009 Rafael Correa, Evo Morales e Rigoberta Menchú inaugurarono a La Chimba, vicino alla casa dove abitò, un centro culturale che porta il suo nome, destinato sia a renderle omaggio sia ad essere un centro di documentazione sul movimento indigeno ecuadoriano. Sempre nello stesso anno le viene dedicato un francobollo postale che riporta la sua effigie.
L'11 maggio 2010, il Parlamento dell'Ecuador dichiara all'unanimità il 10 settembre, giorno della nascita di Tránsito Amaguaña, giorno dell'interculturalità e della plurinazionalità.